# Bruno Gerzelli
Bruno Gerzelli (Monfalcone, 3 ottobre 1925 – Salt Lake City, 8 novembre 1982) è stato un calciatore italiano, di ruolo attaccante.

## Caratteristiche tecniche
Giocava come ala, mezzala o centravanti.

## Carriera

### Club
Cresciuto nella società calcistica del C.R.D.A. Monfalcone, Gerzelli debuttò durante il campionato di Serie C 1942-1943. Dopo la pausa bellica continuò a giocare per la squadra di Monfalcone (divenuta Monfalconese), mettendosi in evidenza. In virtù delle sue buone prestazioni passò al Venezia, in Serie A, per la stagione 1946-1947. Ebbe l'occasione di debuttare in massima serie il 6 luglio 1947, durante Triestina-Venezia, ultima giornata di campionato; non fu tuttavia confermato per il torneo successivo, e fu ceduto al Marzotto Valdagno, con cui disputò la Serie C 1947-1948. Nel 1948 fu acquistato dalla Salernitana, e per la prima volta Gerzelli scese in campo in Serie B: durante la Serie B 1948-1949 disputò 9 partite, segnando 2 reti, contro Cremonese e Seregno. Conclusa l'esperienza in B tornò per tre stagioni in Serie C, con Stabia, Biellese (che lo prelevò nell'agosto del 1950) e Anconitana. Nel 1952 Gerzelli emigrò in Colombia, divenendo uno dei primi giocatori italiani a giocare nel campionato di quel Paese (il primo era stato Luigi Di Franco): insieme a Corrado Contin e Alessandro Adam integrò la rosa del Deportivo Samarios, che disputava in quell'anno la sua seconda stagione in massima serie colombiana. Il calciatore monfalconese debuttò il 22 maggio 1952 contro il Boca Juniors de Cali, giocando da ala sinistra. Realizzò la prima rete il 1º giugno contro l'Atlético Nacional, contribuendo alla rimonta della propria squadra. Gerzelli disputò da titolare quel campionato, giocando 20 delle 28 partite del torneo, segnando 5 reti. Al termine della stagione decise di far rientro in Italia, ritornando sui campi della Serie C con l'Aosta (18 presenze nel 1954-1955). Una volta ritiratosi, si trasferì negli Stati Uniti d'America e lavorò nel settore calcistico della Brigham Young University. Morì a Salt Lake City.